# Familia Cornet en Argentina

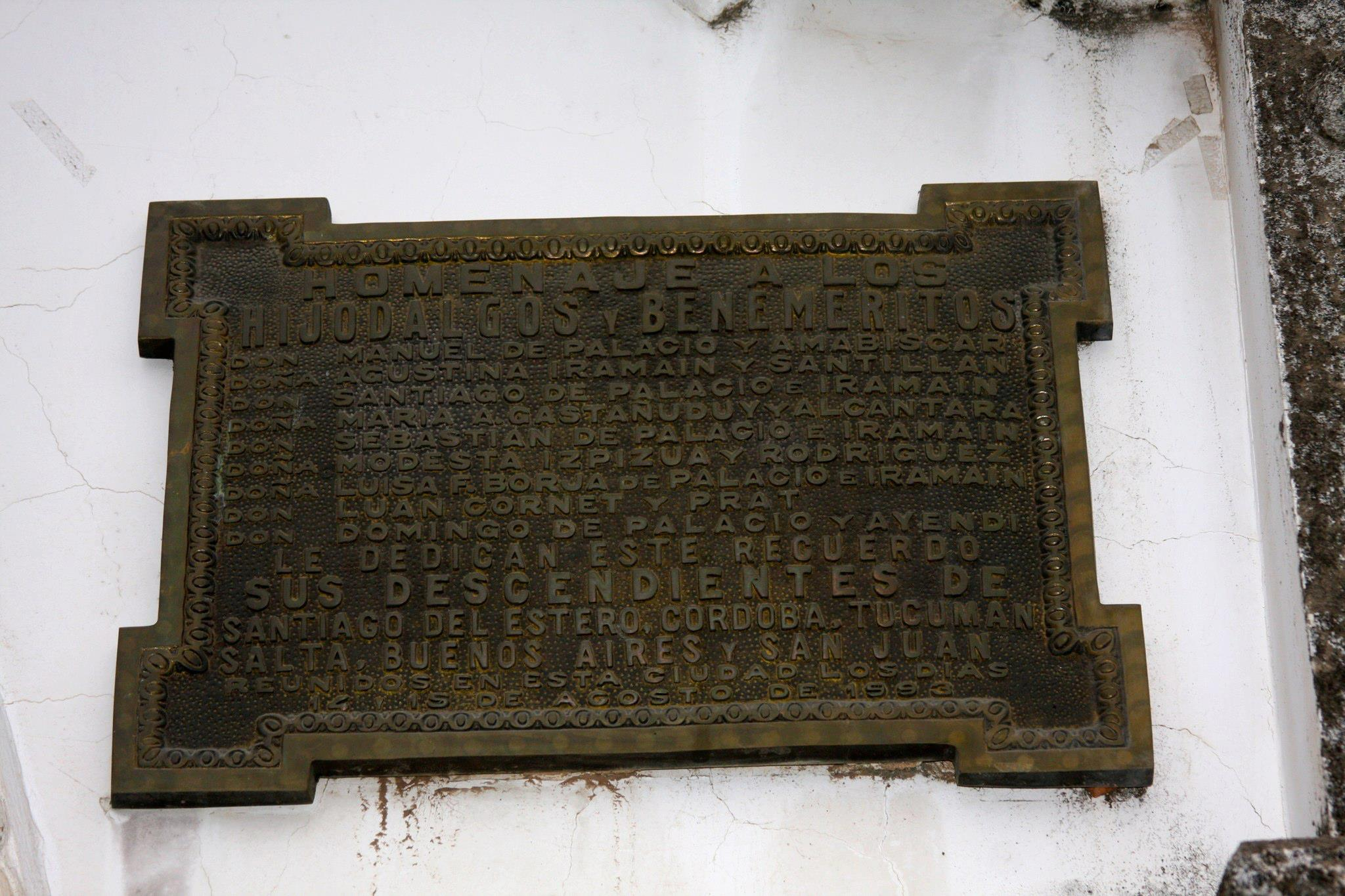
Placa conmemorativa de la Familia Cornet Palacio, Cementerio La Piedad de Santiago del Estero. Su texto es: "Homenaje a los Hijodalgos y Beneméritos Don Manuel de Palacio y Amabiscar, Doña Agustina de Iramain Santillán, Don Santiago de Palacio e Iramain, Doña María Gastañuduy y Alcántara, Don Sebastián de Palacio e Iramain, Doña Modesta Izpizúa y Rodríguez, Doña Luisa Francisca Borja de Palacio e Iramain, Don Juan Cornet y Prat, Don Domingo de Palacio y Ayendi. Le dedican este recuerdo sus descendientes de Santiago del Estero, Córdoba, Tucumán, Salta, Buenos Aires y San Juan, reunidos en esta ciudad los días 14 y 15 de agosto de 1993".

El apellido Cornet es de origen español de Cataluña. Julio de Atienza (“Nobiliario Español”, Ed. Aguilar, Madrid 1959, pág. 321), da tal información, agregando que sus armas son “En campo de oro, una corneta de azur torneada de plata y ligada de gules”.
Juan Cornet y Prat, hijo de Antonio Cornet y Fontanillas y de María de Prat, ambos de Villa de La Igualada, Barcelona, llegó al Virreinato del Río de la Plata alrededor del año 1790, siendo el primero de ese apellido en esas tierras.
La Revista del Instituto Argentino de Ciencias Genealógicas (Bs. Aires 1961) en publicación destinada a “Los hombres de Mayo” dice que este Juán de Cornet y Prat “vecino y de este comercio,”, pertenecía a una familia catalana de importadores de mercaderías en ambas orillas del Plata, emparentado con el famoso y fuerte comerciante en Montevideo Don Miguel Antonio Vilardebó.
Peleó en las Invasiones Inglesas en el regimiento de “Miñones” que formaron los hijos de Cataluña. Su hermano Salvador se embarcó junto al Almirante Guillermo Brown y murió heroicamente en la batalla del Callao.
Juan Cornet y Prat estuvo presente también en las jornadas de Mayo participando del Cabildo Abierto del 22 de mayo de 1810 y fue Regidor y Juez de Policía en Buenos Aires.

## Origen
Se casó el 24 de noviembre de 1804 en Buenos Aires con la santiagueña Francisca de Borja Palacio Iramain, hija de D. Manuel de Palacio Amabiscar y de su segunda esposa, Da. Agustina de Iramain Santillán, de antiguas y nobles familias descendientes de los primeros conquistadores.
De este matrimonio nació Manuel Cornet y Palacio, que vivió en Santiago del Estero y allí casó con Da. Josefa Díaz, hija de Gregorio Antonio Díaz y Juárez Babiano y de Victoria de Suasnabar (Que entronca con Gramajo Saavedra, Paz de Figueroa, Bravo de Zamora, etc., ilustres apellidos de la colonia). Entre otros hijos, nacen de este matrimonio, Ramón Cornet y Díaz, que casa con Lucinda Lascano, con descendencia y en segundas nupcias con Eustaquia Maldonado Urrejola. Otro hijo es el canónigo Gregorio Cornet Díaz, clérigo de la Catedral de Santiago del Estero, la que fundó. Emerenciana, que murió soltera y Manuel Cornet Díaz.
Manuel  Cornet Díaz nació en Santiago del Estero en 1842. Se graduó de Abogado en Córdoba, actuó en Santiago y fue Diputado Nacional en la Presidencia de Avellaneda. Fue constituyente en Santiago y su primer Fiscal de Estado (1863). Se casó con Rosario Palacio Achával, (su prima segunda) que era hija de Ramón Palacio Ispizúa y de Delfina de Achaval Castellanos. Pasó a Tucumán, donde fue Juez Civil y Comercial desde 1873. En 1884 es electo Constituyente y es Vicepresidente de la Convención que promulga la primera Constitución de la provincia (Presidida por el Dr. Sisto Terán). El 15 de enero de 1885 asume como Vocal del primer Superior Tribunal de Justicia, cargo en el que permanece hasta su muerte el 17 de marzo de 1892.A su muerte se le rindieron honores oficiales declarando feriado en las oficinas públicas y bandera a media asta en los edificios. Su esposa había fallecido antes, el 4 de mayo de 1888 y casó en segundas nupcias con Mercedes Colombres García Alberdi (Sobrina de Juan Bautista Alberdi), de la que tuvo una hija, Mercedes  Cornet Colombres, que murió soltera. Los hijos del primer matrimonio (Cornet-Palacio) fueron: Gregorio Antonio, casado en Santiago con Evarista Herrera, con descendencia. Manuel, casado en Tucumán con Julia Terán Posse, hija de D. Manuel Terán Silva y de Gabriela Posse Méndez, con descendencia (Flias Pérez Colman Cornet y Román Cornet). Ramón, con sucesión, Delfina, casada con Víctor Jaramillo González, riojano, de la familia de Joaquín V. González; Otra hija del Matrimonio Cornet-Palacio fue Rosario, Casada con el Dr. Ramón Gómez, que fue Ministro del Interior de la primera Presidencia de H. Yrigoyen, madre del reconocido plástico Ramón Gómez Cornet, de quien nos ocuparemos más adelante y cuyo nombre lleva el Museo de Bellas Artes de Santiago del Estero. También hubo otros hijos: Gerónimo, casado con Carmen Olivera Olaechea, con descendencia en Santiago; Benjamín casado con Carolina Trejo, con descendencia, Elena y Pedro León Cornet Palacio, de quién pasamos a ocuparnos.
Pedro León Cornet Palacio fue quizá el más importante hombre público de esta familia más que bicentenaria en nuestro país. Nació en Santiago del Estero el 11 de abril de 1876, se graduó de Abogado en Buenos Aires con Medalla de Oro y con la Tesis renombrada de “Acciones Posesorias”, citada por ilustres tratadistas franceses. Juez de Primera Instancia en Santiago, pasó a Tucumán, donde casó en 1900 con su prima hermana, Da. Isabel Gramajo Palacio, hija de Don Lautaro Gramajo Talavera y de Da. Delfina Palacio Achaval, de ilustre ascendencia. Fue el Dr. Cornet fundador y principal propulsor de la Unión Cívica Radical en Tucumán, su primer candidato a Gobernador, en elecciones en que enfrentó a su colega y pariente Ernesto Padilla, en 1912. Participó en la fundación de la Universidad Nacional de Tucumán como representante de Santiago del Estero, como consta en el Acta fundacional. Fue Presidente de la afamada por entonces “Sociedad Sarmiento” (Hoy Biblioteca Sarmiento), reemplazando en la presidencia a Juan B. Terán. En 1916 es electo Diputado Nacional,  función que ejerce hasta 1920. Presidió las Comisiones de Presupuesto y de Relaciones Exteriores en el Congreso de la Nación. Rechazó ser Ministro de Educación por su parentesco con el Dr. Ramón Gómez, Ministro del Interior (Su cuñado), no aceptando tampoco ser Ministro Plenipotenciario en Inglaterra, y ya, por razones de salud, rechazó ser nominado nuevamente a Gobernador de Tucumán. Gran hacendado, fundó el conocido establecimiento agrícola “La Arcadia” en extensas tierras del sur de la provincia. Allí construyó un barrio de importantes casas de material para el personal, cosa que por esos años parecía imposible y que demostraba una sensibilidad social y progresista. Extendió y propulsó las grandes plantaciones cañeras y la industria maderera en su estancia, falleciendo tempranamente (el 27 de septiembre de 1927), cuando emprendía la instalación de un moderno ingenio azucarero en la zona. Sus hijos fueron: Pedro León, que murió soltero, Isabel, casada con el Dr. Juan Ángel Saracho, con descendencia (tres hijos varones, todos médicos,: Juan Ángel, Pedro León y José Ricardo Saracho Cornet, todos casados, con descendencia); Manuel, casado con Elena Olivera Silvetti, sin descendencia, Lautaro, casado con Irene Oliva Igarzabal, sin descendencuia,  Carlos Eduardo, casado con Rosa Fernández García Soaje, con descendencia ( César Eduardo, Jorge Fernando, Pedro León y Rosa María Cornet, todos casados, con descendencia)y Roberto, casado en Córdoba con Dolores Allende Zavalía, con descendencia (Roberto Julio, Dolores, Máximo, Manuel, Susana, Luis Ricardo y Josefa, casados los seis primeros y con descendencia).
En la actualidad, el lugar donde el doctor Pedro León Cornet erigiera su establecimiento de campo, se denomina “Finca Cornet”, en tanto que la principal escuela pública de Arcadia se llamada, precisamente “Dr. Pedro León Cornet”.
Ramón Gómez Cornet, el "Precursor de la Pintura Moderna en Argentina", es considerado uno de los grandes maestros del arte argentino. Nació en la provincia argentina de Santiago del Estero el 1.º de marzo de 1898 y falleció en la Ciudad de Buenos Aires el 9 de abril de 1964. Los críticos lo llamaron en diversas oportunidades “el pintor de la tierra” señalando con ello su honda identificación con las raíces esenciales del carácter argentino y latinoamericano.
Su obra evidencia un equilibrio entre lo abstracto y lo figurativo, haciendo de éste un artista moderno y clásico a la vez: retratos de niños del norte argentino de miradas profundas, íntimas y expresivas, magníficas magnolias, flores y bellísimos paisajes de finos y sobrios colores son el sello de su producción artística.
Ramón Gómez Cornet era hijo del Dr. Ramón Gómez, quien fuera Ministro del Interior de Hipólito Yrigoyen y senador Nacional, y de Doña Rosario Cornet Palacio. Perteneció a una generación que renovó el arte argentino a fines del primer cuarto del siglo XX. Su nombre queda en la historia de la pintura argentina como uno de los artistas más finamente dotados y de mayor dignidad estética, técnica y espiritual.
- Datos: Q5855674